# Paul Davies
Paul Charles William Davies (London, 1946. április 22. –) angol születésű fizikus, író, rádióelőadó, az Arizonai Állami Egyetem professzora. Ezenkívül korábban több egyetem akadémiai állását is betöltötte, mint például a Cambridge-i Egyetemen, a Londoni Egyetemen, a Newcastle-i Egyetemen, a University of Adelaide-n és a Macquarie University-n. Kutatási területei közé tartozik a kozmológia, kvantumtérelmélet, és az asztrobiológia. Egyszeri utazást javasol a Marsra, ami szerinte kivitelezhető lenne.
2005-ben a Nemzetközi Asztronautikai Akadémia SETI munkacsoportjának elnöke lett.

## Magyarul
- Az utolsó három perc. Feltevések a világegyetem végső sorsáról; ford. Both Előd, jegyz., irodalomjegyzék Dávid Gyula; Kulturtrade, Bp., 1994 (Világ-egyetem)
- Isten gondolatai. Egy racionális világ tudományos magyarázata; ford. Béresi Csilla, jegyz., irodalomjegyzék Kovács Gyula; Kulturtrade, Bp.,1995
- Egyedül vagyunk a világegyetemben? A Földön kívüli élet felfedezésének filozófiai következményei; ford. Both Előd, jegyz. Almár Iván, Both Előd, irodalomjegyzék Both Előd; Kulturtrade, Bp., 1996
- Az ötödik csoda. Az élet eredetének nyomában; ford. Kertész Balázs; Vince, Bp., 2000
- Hogyan építsünk időgépet?; ford. Both Előd; Vince, Bp., 2002
- A megbundázott világegyetem. Miért pont jó az univerzum az életnek?; ford. Both Előd; Akkord, Bp., 2008 (Talentum tudományos könyvtár)
- A kísérteties csönd. Egyedül vagyunk a világegyetemben?; ford. Both Előd; Akkord, Bp., 2010 (Talentum tudományos könyvtár)
- Démon a gépezetben. Hogyan oldják meg az információ rejtett hálózatai az élet rejtélyét?; ford. Both Előd; Akkord, Bp., 2021 (Talentum tudományos könyvtár)

## Díjai
- Kelvin-érem (2001)
- Faraday-díj (2002)
- Templeton-díj (1995)